# Georg Alanus
Georg Alanus, eller Georgius Christophori Alanus, född 12 februari 1609 i Jomala socken, död 15 juli 1664 i Åbo, var en finländsk präst och teolog.

## Biografi
Alanus var son till kyrkoherden i Jomala Christophorus Sigfridi Alanus och Elisabet Georgii. Han blev student vid Uppsala universitet 1627 och disputerade med avhandlingarna De peccato originali et actuali 1633 och De facultatibus animse vegetativas 1635. 1638 prästvigdes Alanus. 
1635 blev Alanus filosofie magister, 1637 lektor i matematik vid Åbo gymnasium och var dess rektor 1638-40. Som sådan sändes han 1639 Per Brahe den yngre till regeringen i Sverige för att förhandla om inrättadet av ett universitet i Åbo. Efter att ha återvänt med löfte om universitets inrättande året därpå kom han att bli dess förste professor i botanik och fysik, var universitetets rektor 1647-48 och 1652-53, blev tredje teologie professor 1648, andre teologie professor 1651 och 1653 förste teologie professor samt domprost och kyrkoherde i Sankt Karins församling. Alanus blev teologie doktor 15 juni 1660. 
Vid biskopsvalet efter Aeschillus Petraeus det övervägande antalet röster, men regeringen utsåg i stället Johannes Elai Terserus till biskop. Han lyckönskade visserligen Terserus vid dennes utnämning, men var betydligt mer ortodox i sin läggning än denne, och kom i konflikten som uppkom mellan Terserus och teologie professor Enevald Svenonius att stöd ja den senare. När Terserus 1663 med anledning av ett arbete instämdes, anklagad för synkretism, kom han att ta parti mot Terserus. 
1656 förlorade han större delen av sina ägodelar i Åbo stadsbrand, och miste samma år 2/3 av sin lön på grund av indragningar för att finansiera det pågående kriget. Alanus boksamling, i hans bouppteckning värderad till 1.000 riksdaler, förstördes i Helsingfors stadsbrand 1681.